# 2020년 하계 올림픽 근대5종
제32회 하계 올림픽 근대5종 경기는 2021년 8월 5일부터 8월 7일까지 일본 도쿄의 무사시노노모리 종합 스포츠 플라자와 아지노모토 스타디움에서 열린다. 총 36명의 선수가 참가하며, 남자와 여자 종목으로 나뉘어 치러진다.

## 경기 방식
근대5종은 다섯 개의 종목으로 구성된 스포츠다. 승마, 사격, 에페 펜싱, 200m 자유형 수영, 3.2km 크로스컨트리 달리기를 모두 겨루는 경기인 것이다.
펜싱과 수영, 승마는 점수제로 경기가 진행되며, 각 선수에게 부여된 포인트는 종합 결승경기 (권총사격과 크로스컨트리 달리기)에서 핸디캡으로 가산된다. 다시 말해 앞선 세 경기에서 선두를 달린 선수라면 결승에서 아무런 핸디캡 없이 경기를 그대로 진행하지만 그 다음 순위부터는 얼마나 포인트를 덜 얻었느냐에 따라 출발시각이 뒤로 늦춰진다. 달리기 경기까지 마치면 전체 최종순위가 결정된다.
펜싱의 경우 이전 대회와 마찬가지로 두 개의 라운드로 구성된다. 전통적인 라운드로빈 방식의 펜싱 경기와 더불어 '보너스라운드'가 더해지는 것이다. 라운드로빈은 리그전으로, 모든 참가자가 상대와 한판 승부를 벌이게 된다. 여기서 승리한 횟수에 따라 순위가 결정된다. 그 다음으로 진행되는 보너스라운드에서는 승자가 패자를 누르고 다른 승자와 경기를 펼치는 녹아웃 방식으로 진행된다. 라운드로빈전에서 최하위 2위권에 머문 선수끼리 한판승부를 벌이고, 승자는 추가 승리포인트를 얻는 동시에 그 다음 순위의 선수와 다시 승부를 벌인다. 이런 식으로 패배할 때까지 순위를 되짚어가면서 경기가 계속되며, 모든 참가자가 한번씩 보너스라운드를 진행하도록 되어 있다.
수영의 경우 200m 자유형 경기로 구성되며 시간기록에 따라 포인트가 부여된다. 승마는 장애물 비월 종목으로 치러지며 사전에 준비되지 않은 경주마를 타고 12개의 장애물이 놓인 코스를 지나는 방식이다. 장애물 바를 떨어뜨리거나, 말이 도약시도를 하지 않거나, 낙마하거나, 시간을 초과하는 횟수를 따져 페널티를 반영, 점수에 반영하게 된다.
달리기와 사격 종합경기는 2012년 런던올림픽부터 구성된 통합 경기방식으로, 이번 대회에서도 유지된다. 각 선수들은 총 4라운드의 사격 경기를 진행하면서 매 라운드가 끝날 때마다 800m 달리기에 나서게 된다. 한 라운드마다 다섯 개의 과녁을 쏴서 맞춰야 하는데 이때 장전도 한번 쏠때마다 반복해야 한다. 사격을 모두 마쳤다면 이어서 달리기에 나설 수 있다. 과녁을 놓쳤다고 해서 페널티가 바로 부여되거나 하진 않지만, 어쨌든 과녁 다섯 개를 충족해야 하기 때문에 그만큼 시간이 오래 걸리게 되어 선수에게 불리해진다. 각 라운드에서 70초를 초과하면 과녁 5개를 충족시키지 못했더라도 달리기에 나설 수 있다.

## 예선
이번 대회에서는 남녀 2개 세부종목에 총 36명의 선수가 출전하게 되며, 한 국가당 남녀 최대 2명씩까지 출전할 수 있다. 예선방식은 남녀 종목을 가리지 않고 동일하게 적용된다.
개최국 일본은 남녀 종목에 1명씩 자동 출전권을 부여받으며, 나머지 32명분 출전권이 분배된 뒤 연맹 측의 판단에 따라 초청 명목으로 2명분 출전권이 추가로 배분된다.
대회 출전권 1차 배분은 2019년 2월부터 8월까지 각종 대회 결과를 바탕으로 진행되었다. 5대륙 선수권 대회 최종순위에서 남녀 각각 20명분의 출전권이 배정되는데, 아프리카와 오세아니아는 1명, 아시아는 5명, 유럽은 8명, 아메리카 대회는 5명분이며, 여기서도 한 국가당 최대로 확보할 수 있는 출전권은 1명씩이다. 이밖에 2019년 6월 27일부터 30일까지 일본 도쿄에서 열린 UIPM 월드컵 결승전 우승자와, 2019년 9월 3일부터 9일까지 헝가리 부다페스트에서 열린 세계 선수권대회 3위권 이내에 든 선수들에게도 출전권이 부여됐다.
이후에도 출전권을 얻지 못한 선수들을 대상으로 2020년 중국 샤먼에서 열린 UIPM 세계 선수권대회에서 3위권 이내에 든 선수에게 출전권이 돌아갔으며, 그밖에 나머지 7명분 출전권은 2020년 6월 1일 기준 세계랭킹에 따라 배분됐다.

## 경기 일정
다음은 이번 대회의 경기 일정이다. 모든 시간은 일본 표준시 (UTC+9, 한국 시각과 동일) 기준이다.
FRR은 펜싱 순위전, S는 수영, FBR은 펜싱 보너스전, RSJ는 장애물 승마, L-R은 사격과 달리기이다.
| 날짜 | 8월 5일 | 8월 6일 | 8월 6일 | 8월 6일 | 8월 6일 | 8월 7일 | 8월 7일 | 8월 7일 | 8월 7일 |
| ---- | ------- | ------- | ------- | ------- | ------- | ------- | ------- | ------- | ------- |
| 남자 | FRR     |         |         |         |         | S       | FBR     | RSJ     | L-R     |
| 여자 | FRR     | S       | FBR     | RSJ     | L-R     |         |         |         |         |

## 참가

### 참가국
- 아르헨티나 (1)
- 오스트레일리아 (1)
- 벨라루스 (2)
- 브라질 (1)
- 칠레 (1)
- 중화인민공화국 (2)
- 쿠바 (2)
- 체코 (1)
- 에콰도르 (1)
- 이집트 (2)
- 프랑스 (4)
- 독일 (3)
- 영국 (3)
- 과테말라 (1)
- 헝가리 (4)
- 아일랜드 (1)
- 이탈리아 (1)
- 일본 (2)
- 카자흐스탄 (2)
- 리투아니아 (3)
- 멕시코 (4)
- 뉴질랜드 (1)
- 폴란드 (1)
- 러시아 올림픽 위원회 (2)
- 대한민국 (3)
- 미국 (2)
- 우즈베키스탄 (2)

## 메달리스트

### 순위
| 순위 | 국가       | 금메달 | 은메달 | 동메달 | 합계 |
| ---- | ---------- | ------ | ------ | ------ | ---- |
| 1    | 영국       | 2      | 0      | 0      | 2    |
| 2    | 이집트     | 0      | 1      | 0      | 1    |
| 2    | 리투아니아 | 0      | 1      | 0      | 1    |
| 3    | 대한민국   | 0      | 0      | 1      | 1    |
| 3    | 헝가리     | 0      | 0      | 1      | 1    |
| 합계 | 합계       | 2      | 2      | 2      | 6    |

### 메달리스트
| 종목        | 금                   | 은                                   | 동                     |
| ----------- | -------------------- | ------------------------------------ | ---------------------- |
| 남자 자세히 | 조 충 · 영국         | 아흐마드 알진디 · 이집트             | 전웅태 · 대한민국      |
| 여자 자세히 | 케이트 프렌치 · 영국 | 라우라 아사다우스카이테 · 리투아니아 | 코바치 셔롤터 · 헝가리 |

## 같이 보기
- 2018년 아시안 게임 근대5종
- 2018년 하계 청소년 올림픽 근대5종
- 올림픽 근대5종